# کاموویل
کاموویل (به انگلیسی: Camooweal) یک شهرک در استرالیا است که در کوئینزلند واقع شده‌است.